# Stenocatantops splendens
Stenocatantops splendens är en insektsart som först beskrevs av Carl Peter Thunberg 1815.  Stenocatantops splendens ingår i släktet Stenocatantops och familjen gräshoppor. Inga underarter finns listade i Catalogue of Life.

## Bildgalleri

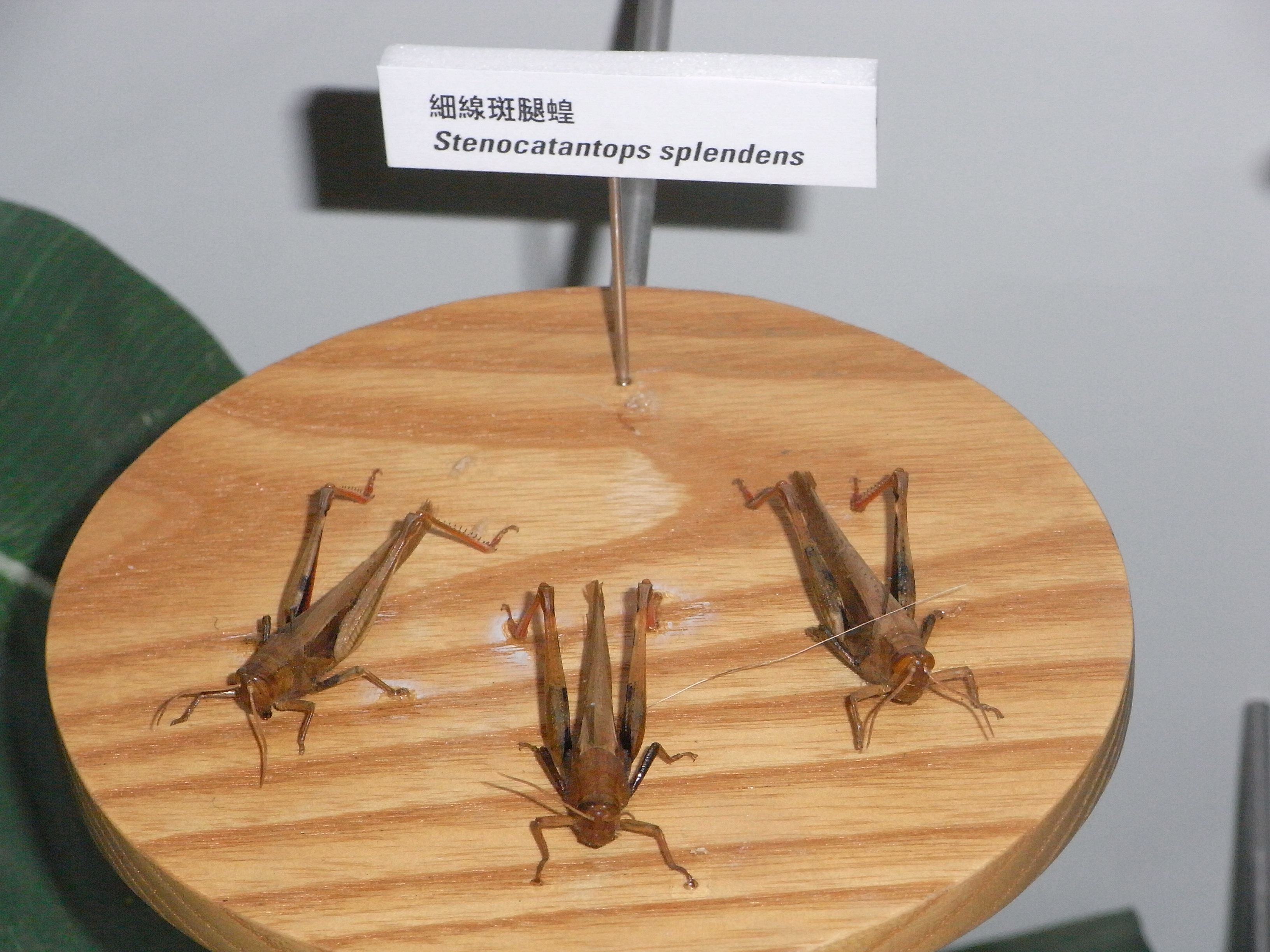